# Мне не больно
«Мне не больно» — российская комедийная мелодрама 2006 года режиссёра Алексея Балабанова, снятая по сценарию Валерия Мнацаканова.

## Сюжет
Трое друзей — Миша (Александр Яценко), Олег (Дмитрий Дюжев) и Аля (Инга Оболдина-Стрелкова) пытаются заработать деньги, предлагая услуги дизайнеров интерьера. На встрече с одной из клиенток, Натэллой Антоновной (Татой; Рената Литвинова), Миша понимает, что девушка неравнодушна к нему. Желая получить первый заказ, он становится её любовником. Со временем Миша влюбляется в Тату, но узнаёт, что она является содержанкой богатого мужчины Сергея (Никита Михалков). Впоследствии оказывается, что у Таты рак крови и между ней и Сергеем ничего нет: Сергей обнаружил её в больнице и, восхитившись её «чистотой» и неординарностью, решил взять под свою опеку. После встречи с Мишей Тате начинает претить покровительство Сергея, и она возвращается в больницу.

## В ролях
| Актёр                   | Роль                           |
| ----------------------- | ------------------------------ |
| Рената Литвинова        | Натэлла Антоновна (Тата)       |
| Александр Яценко        | Миша (озвучил Евгений Миронов) |
| Дмитрий Дюжев           | Олег                           |
| Инга Оболдина-Стрелкова | Аля                            |
| Никита Михалков         | Сергей Сергеевич               |
| Сергей Маковецкий       | врач                           |
| Марк Рудинштейн         | Зильберман                     |
| Кирилл Набутов          | камео                          |

## Саундтрек
| Песня             | Исполнитель                             |
| ----------------- | --------------------------------------- |
| Позови меня, небо | Вадим Самойлов, Дмитрий Дюжев           |
| Не говори         | Вадим Самойлов                          |
| Mammy Blue        | Алеся Маньковская, Вадим Самойлов       |
| Нефть             | Елена Рубин                             |
| Романс            | Дмитрий Дюжев, В. Орлов, Л. Раздольская |

## Критика
Российский кинокритик Лидия Маслова в журнале «Сеанс» написала о сочетании в фильме «бездарного сценария» с «сильной режиссерской волей и актерской харизмой», которые одержали убедительную победу. По ее мнению, на первый взгляд фильм представляет собой обыкновенную мелодраму, однако «при небольшом смещении угла зрения» картина приятно искажает ее прямолинейность. 
Юрий Гладильщиков отметил игру Ренаты Литвиновой, которая, по его словам, «сотворила новаторский для кино образ — положительной фам фаталь». Прокомментировал роль актрисы и Андрей Плахов, назвав ее «самым привлекательным в картине». Виктор Топоров охарактеризовал «Мне не больно» как «умеренно удачный фильм», при этом отметив, что «от Балабанова, безусловно, ждешь большего».

## Награды и номинации
| Награды и номинации            | Награды и номинации                 | Награды и номинации     | Награды и номинации | Награды и номинации |
| Награда                        | Категория                           | Номинант                | Результат           |                     |
| ------------------------------ | ----------------------------------- | ----------------------- | ------------------- | ------------------- |
| MTV Russia Movie Awards (2007) | «Лучшая женская роль»               | Рената Литвинова        | Номинация           |                     |
| «Жорж» (2007)                  | «Лучший российский фильм»           |                         | Номинация           |                     |
| «Золотой орёл» (2007)          | «Лучший игровой фильм»              |                         | Номинация           |                     |
| «Золотой орёл» (2007)          | «Лучшая режиссёрская работа»        | Алексей Балабанов       | Номинация           |                     |
| «Золотой орёл» (2007)          | «Лучший сценарий»                   | Валерий Мнацаканов      | Номинация           |                     |
| «Золотой орёл» (2007)          | «Лучшая женская роль в кино»        | Рената Литвинова        | Номинация           |                     |
| «Золотой орёл» (2007)          | «Лучшая мужская роль второго плана» | Никита Михалков         | Номинация           |                     |
| «Кинотавр» (2006)              | «Лучшая мужская роль»               | Александр Яценко        | Победа              |                     |
| «Кинотавр» (2006)              | «Лучшая женская роль»               | Рената Литвинова        | Победа              |                     |
| «Кинотавр» (2006)              | «Главный приз»                      |                         | Номинация           |                     |
| «Ника» (2007)                  | «Лучшая женская роль»               | Рената Литвинова        | Номинация           |                     |
| «Ника» (2007)                  | «Лучшая женская роль второго плана» | Инга Оболдина-Стрелкова | Номинация           |                     |